# Maria Isabel Avelar
Maria Isabel de Avelar Elias (Alfenas, 27 de Novembro de 1945 até 08 de Fevereiro de 2022)  é uma miss que se tornou famosa nos anos 60 por ter ostentado a alcunha de Miss Brasil nº 3, título dado a candidata que ficava em terceiro lugar no prestigiado certame nacional coordenado pelas Emissores e Diários Associados do Rio de Janeiro. A terceira colocação dava a postulante a chance de representar seu País no Miss Mundo, um dos pioneiros no ramo de concursos de beleza, criado pelo jovem inglês Eric Morley em 1951. Nunca houve a designação de Miss Mundo Brasil 1963, mas até então, Maria Isabel é a única do Estado de Sergipe a ostentar tal título. O Estado quase obteve sua segunda coroa na edição nacional de 2015, com a capixaba Ana Luísa Castro, mas a mesma perdeu o título por ser casada na Bélgica. 

## História
Filha de uma dona de casa e de um funcionário do Banco do Brasil, Maria Isabel nasceu no interior do Estado de Minas Gerais e mudou-se com os pais ainda jovem para Aracaju, visto que seu pai foi transferido devido à uma promoção de cargo para o Banco do Brasil naquele Estado.  Segundo revistas da época, Maria Isabel adorava doce de côco sergipano e morava em uma bela casa situada na praia de Atalaia na rua Pacatuba,  tomava banho de mar e piscina, fazia sauna, exercícios físicos e relaxava indo com o pai e a mãe para assistir no cinema os filmes policiais que adorava. Suas medidas na época de concursos de beleza eram 1.70m de altura, 92 cm de busto, 92 cm de quadris, 59 cm de cintura, 59 cm de coxa, 21 cm de tornozelo, olhos castanhos, cabelos longos e um sorriso meigo e simples. Ela faleceu dia 07/02/2022, em Três Corações, junto aos seus familiares.

## Trajetória

### Miss Sergipe
Inteligente, simpática e cheia de classe e charme, aceitou o convite para disputar o título de Miss Sergipe. Foi eleita em 20 de Junho de 1964, no Iate Clube Sergipe, clube que representava, derrotando outras quatro concorrentes: Miss Clube dos Diretores Lojistas, Elza Góes Lisboa, Miss Clube dos Universitários, Alda Maria Simonetti Maia (eleita Miss Pernambuco no ano seguinte); Miss Lagarto, Lídia Margarida Fontes e Miss Vasco Esporte Clube, Brasilina Chagas.

### Miss Brasil
Na noite de 04 de Julho de 1964, diante de um júri exigente e de um público numeroso, a disputa pelo título de Miss Brasil 1964 ocorria, com a participação de 23 misses.  Na comissão julgadora do Maracanãzinho lotado, estavam: Pomona Politis, Tônia Carrero, Acioly Neto, Mitzi de Almeida Magalhães, Oscar Santamaría, Edite Piano Guimarães, Leão Veloso, Eda de Luds, Hélio Beltrão, Edílson Varela e Justino Martins. A comissão deveria apontar apenas oito finalistas, mas por exigência de Tônia Carrero, que tinha gostado muito de Ana Maria Carvalhedo, Miss Ceará, foi eleita mais uma.
Após ficar em 3º Lugar  com um total de 70 pontos e ganhar os títulos de Miss Fotogenia e Melhor Traje Típico, Maria Isabel declarou para a revista Fatos & Fotos:
| “ | Se eu tivesse no júri, também votaria em Ângela e Verinha. | ” |

No Baile da Coroação da Miss Brasil no Santapaula Quitandinha Clube, prestigiado por 3 mil pessoas, em depoimento a Hélcio José, Maria Isabel declarou:
| “ | Meu sonho era conhecer a Europa. Parece que me preparei. Há 4 anos estudo inglês, não com acento oxfordiano, porém no Instituto Brasil-Estados Unidos. Agora vou cadenciá-lo britanicamente. Outro sonho meu é ser pintora. Terminado este reinado de sonho e encantamento, vou ingressar, quando voltar para Aracaju, na Escola de Belas Artes. E seguir meu Normal (estou no 2º ano), cursar Filosofia – quero estudar línguas neolatinas - prosseguir nos estudos de piano e acordeão, frequentar o Iate Clube, vir ao Rio passar minhas férias (como o faço habitualmente) e finalmente concluir o conhecimento completo de todas as capitais brasileiras: já viajei por todos os estados, à exceção do Amazonas. | ” |

### Miss Mundo
Para satisfação de 100 milhões de brasileiros, população estimada no primeiro ano da ditadura militar, em 12 de Novembro de 1964, 15 dias antes de completar 19 anos de idade, Maria Isabel de Avelar Elias conquistava um honroso quarto lugar no Miss Mundo, em Londres. Foi a melhor colocação até então conseguida por uma brasileira naquele concurso. Concorrendo com 41 candidatas, perdeu apenas para Ann Sidney, Miss Reino Unido (primeira colocada); Ana Maria Soria, Miss Argentina (segunda), e Miss Taiwan, Linda Lin Su-hsing (terceira colocada).